# Devery Jacobs
Devery Jacobs, född 8 augusti 1993 i Kahnawake, Québec, är en kanadensisk skådespelare.
Jacobs har bland annat medverkat i TV-serierna Reservation Dogs och Echo. Hon har även medverkat i filmen Backspot.

## Filmografi (i urval)
- 2021–2023 – Reservation Dogs (TV-serie)
- 2023 – Backspot
- 2024 – Echo (TV-serie)